# God is Alone
"God is Alone" er den første single fra det britiske death/doom metal-band My Dying Bride, der blev udgivet i 1991 som 7" vinyl gennem det franske pladeselskab Listenable Records. Singlen udkom i et begrænset antal på 1000 eksemplarer, og er aldrig blevet genudgivet, som meget andet af bandets sjældne materiale er blevet. 
"God is Alone" blev taget godt imod, og sørgede for bandet fik en del omtale i undergrunden. Dette sørgede også for, at det britiske pladeselskab Peaceville Records tilbød dem en kontrakt, som de efterfølgende skrev under på. Lige siden har de udgivet albums under Peaceville. Begge numre blev genindspillet som b-sides til deres første ep-udgivelse Symphonaire Infernus Et Spera Empyrium det efterfølgende år. 

## Sporliste
1. "God Is Alone"  – 4:57
2. "De Sade Soliloquay"  – 4:38

## Musikere
- Aaron Stainthorpe – Vokal
- Andrew Craighan – Guitar, Bas
- Calvin Robertshaw – Guitar
- Rick Miah – Trommer

## Fodnoter
1. ↑  My Dying Brides biografi på rockdetector.com
2. ↑  "My Dying Brides historie". Arkiveret fra originalen 26. september 2010. Hentet 5. januar 2008.